# عواهة (المخادر)

تعديل مصدري - تعديل

عواهة محلة تابعة لقرية الذنبة، التابعة لعزلة المعشار بمديرية المخادر إحدى مديريات محافظة إب في الجمهورية اليمنية، بلغ تعداد سكانها 28 حسب تعداد اليمن لعام 2004.